# Anna Nováková (1919)

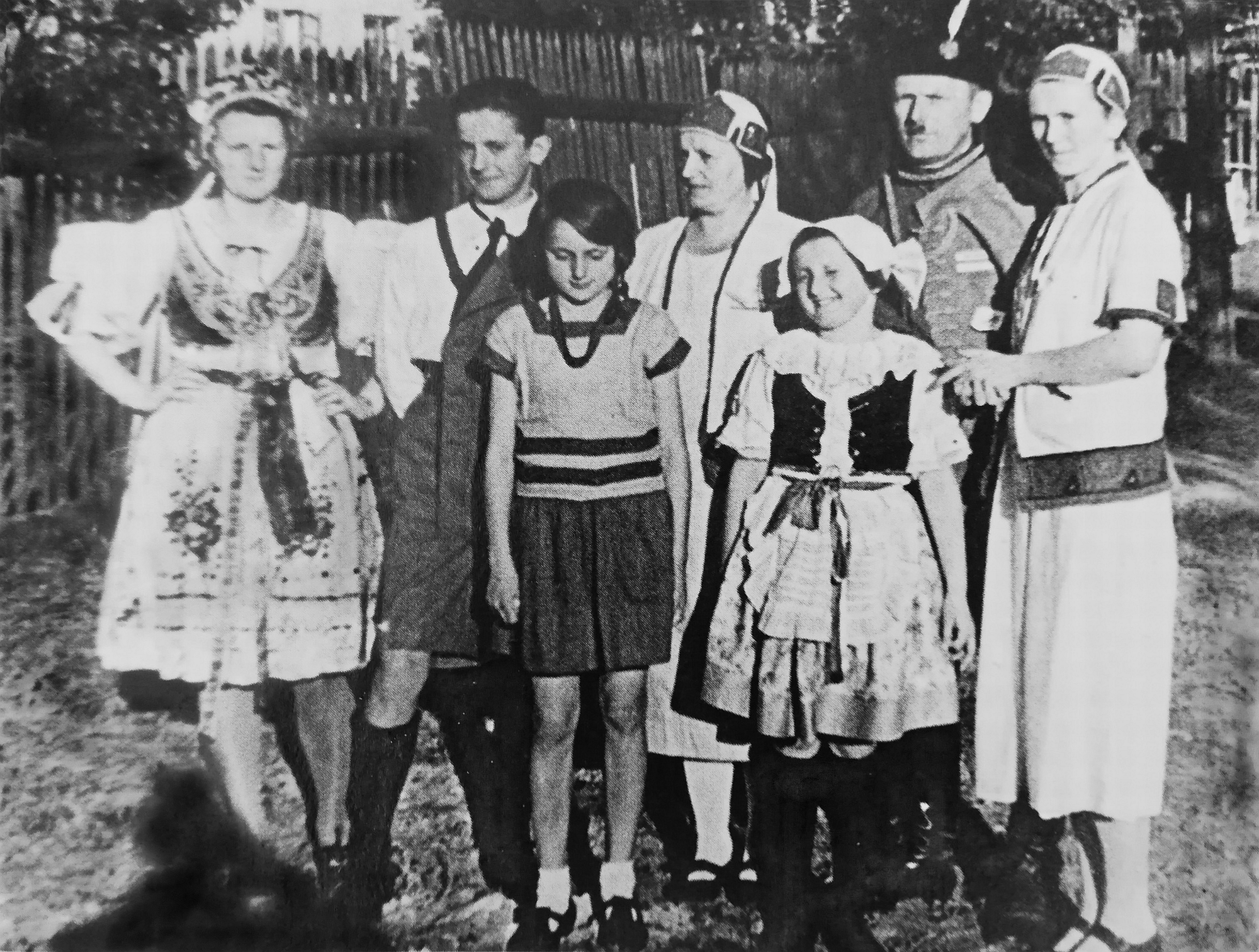
Fotografie rodiny Novákovy na slavnosti v Podmoklech. Zleva doprava: Anna (*1919), Václav (*1921), Miroslava (*1925), Marie (* 1897), nejmladší Jindřiška (*1928), Václav (*1893) v sokolském a úplně vpravo nejstarší Marie (později provdaná Voglová)

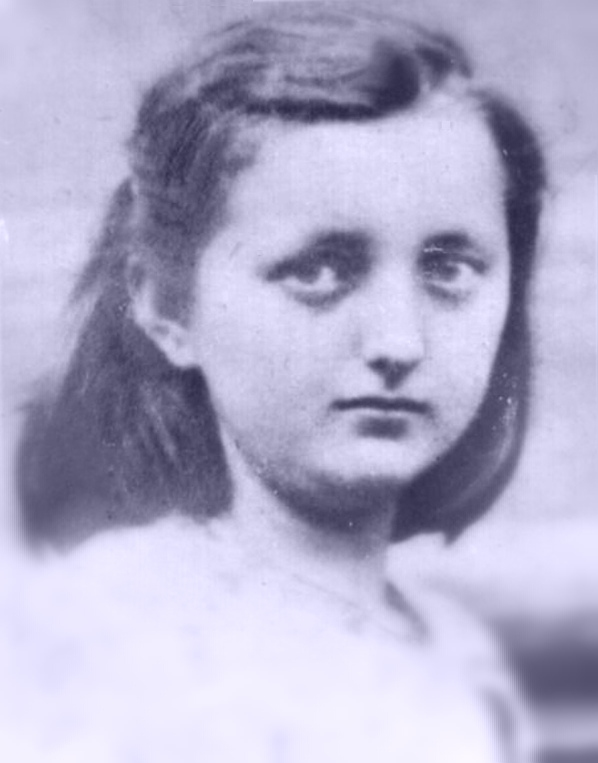
Její sestra Jindřiška Nováková – „dívka s kolem“

Anna Nováková (23. května 1919 Podmokly – 24. října 1942 koncentrační tábor Mauthausen) se narodila do rodiny Novákových, kteří se za protektorátu zapojili do domácího protiněmeckého odboje a jejíž členové byli popraveni spolu s ostatními podporovateli parašutistů výsadku Anthropoid.

## Život
Anna Nováková se narodila v Podmoklech u Děčína do rodiny nadšených sokolů. Její matkou byla Marie Nováková a jejím otcem byl Václav Novák starší. Marie a Václav byli sezdáni 3. září 1918 v Podmoklech.
V létě 1942 se Anna Nováková měla provdat za Antonína Pechoče (jeho otcem byl Augustýn Pechoč). S Antonínem se znala ještě z Podmokel. Antonínovy rodiče si budoucí snachy vážili a obě rodiny Novákovi i Pechočovi se přátelily. Plánovanou svatbu Anny a Antonína ale překazilo zatčení rodiny Novákových.

### Ostatní členové rodiny
Rodina Novákových měla kromě Anny ještě 3 dcery a jednoho syna: 
- Nejstarší dcera Marie Nováková v roce 1938 pohraničí neopustila a provdala se zde za sudetského Němce Leopolda Vogla.[4] Po sňatku se jmenovala Voglová, měla dva syny, s rodinou Novákových kontakty přerušila (její sňatek byl příčinou toho, že se rozkmotřila s otcem, který ji zavrhl)[1][5] a popravě v Mauthausenu tak díky této skutečnosti unikla.[4][6]
- Syn Václav Novák mladší (* 10. května 1921 – 24. října 1942 koncentrační tábor Mauthausen v 15.18 hodin);[1]
- dcera Miroslava (Slávka) Nováková (* 31. srpna 1925 – 24. října 1942 koncentrační tábor Mauthausen v 12.44 hodin).
- Nejmladší dcera Jindřiška Nováková (* 6. května 1928, Podmokly – 24. října 1942 koncentrační tábor Mauthausen v 10.12 hodin)[1] je známa jako „dívka s kolem“, která po atentátu na R. Heydricha (27. května 1942) odvedla domů do bytu Novákových zkrvavené jízdní kolo Jana Kubiše opřené o výlohu obchodu firmy Baťa na rohu Slavatovy a Primátorské ulice v pražské Dolní Libni.[9][10]

### Odbojová činnost
Před druhou světovou válkou bydleli Novákovi v  pohraničí v Podmoklech (dnes část Děčína). Novákovi byli oddaní vlastenci, rádi chodili do Sokola a Annin otec Václav zastával funkci náčelníka župy Krušnohorské-Kukaňovy, kterou od 30. let 20. století vedl Jan Zelenka-Hajský a jejímž jednatelem byl Bedřich Kubice.
Po podpisu Mnichovské dohody na podzim roku 1938 následoval exodus Čechů ze Sudet do vnitrozemí a Novákovi se přestěhovali do pražské Libně, kde bydleli ve Stránského ulici číslo 3. (Poděbradova číslo popisné 3) Tam se díky Janu Zelenkovi-Hajskému od ledna roku 1942 zapojili do domácího protinacistického odboje. Rodina Novákových náležela k velké ilegální síti sokolských pracovníků podporujících parašutisty – osnovatele a vykonavatele atentátu na Reinharda Heydricha. Václav Novák starší se na začátku ledna 1942 podílel na převozu a odstranění výsadkového materiálu skupiny ANTHROPOID. Josef Gabčík a Jan Kubiš přespávali nějaký čas u manželů Novákových. Bezprostředně po atentátu na R. Heydricha se k Novákovým dostavil Jan Kubiš. Byl zraněný v obličeji střepinou bomby a Marie Nováková jej ošetřila a poskytla mu nové šaty. (Kubiš pak záhy odešel od Novákových do ulice Na břehu, kde bydlela rodina Piskáčkova.)

### Zatčení, výslechy, věznění, ...
Po zradě Karla Čurdy (16. června 1942) se rozběhla mohutná zatýkací akce gestapa v řadách podporovatelů parašutistů. Není přesně zdokumentováno, jak se do hledáčku německých bezpečnostních složek rodina Novákových dostala. Šestičlenná rodina Novákových byla zatčena gestapem v Praze ve čtvrtek 9. července 1942. Zatčení byli odvezeni do Petschkova paláce, kde byli podrobeni zostřenému výslechu (včetně bití a mučení).
Během věznění zajišťoval výměnu prádla zatčeným Novákovým Augustýn Pechoč (otec Annina snoubence Antonína Pechoče). A byl to právě Augustýn Pechoč, kdo objevil modrookou hadrovou panenku, která jednou vypadla z prádla, které vyzvedl od uvězněných Novákových na vyprání. Panenku ušila Anna Nováková a byla určena pro Antonínovu dvouletou neteř Janu. Panenka z roku 1942 se dochovala a je uložena v depozitáři Vojenského historického ústavu v Praze.
Novákovi byli odsouzeni k trestu smrti, převezeni do věznice gestapa v malé pevnosti v Terezíně a odtud byli deportováni dne 23. října 1942 do koncentračního tábora v Mauthausenu. V koncentračním táboře Mauthausen byli všichni členové rodiny Nováků zavražděni střelou z malorážní pistole do týla v sobotu 24. října 1942 ve skupině 262 československých vlastenců, kteří byli ten den (v čase od 8.30 do 17.42 hodin) zbaveni života stejným způsobem. Exekuce se konala v odstřelovacím koutě (německy: Genickschussecke) přikrytém černou látkou a maskovaném jako „osobní výškoměr“, který se nacházel v mauthusenském bunkru.

## Připomínky
- Její jméno (Nováková Anna * 23.5.1919) je uvedeno na pomníku při pravoslavném chrámu svatého Cyrila a Metoděje (adresa: Praha 2, Resslova 9a). Pomník byl odhalen 26. ledna 2011 a je součástí Národního památníku obětí heydrichiády.[13][14][15]
- Hadrová modrooká panenka ve sbírce VHÚ Praha, součástí expozice Armádního muzea na Žižkově.[8][12]
- Na domě číslo 351/3, kde Novákovi žili, byla po druhé světové válce odhalena pamětní deska věnovaná této rodině. (Anna Nováková je v textu pamětní desky uvedena jako „Anička“.) Dům však musel ustoupit výstavbě metra a deska tak musela být přesunuta na vedlejší dům číslo 375/5.[16] Ulice s tímto domem se nachází v blízkosti Palmovky a na počest popravené rodiny nese název Novákových.[10][p. 1]

Připomínky
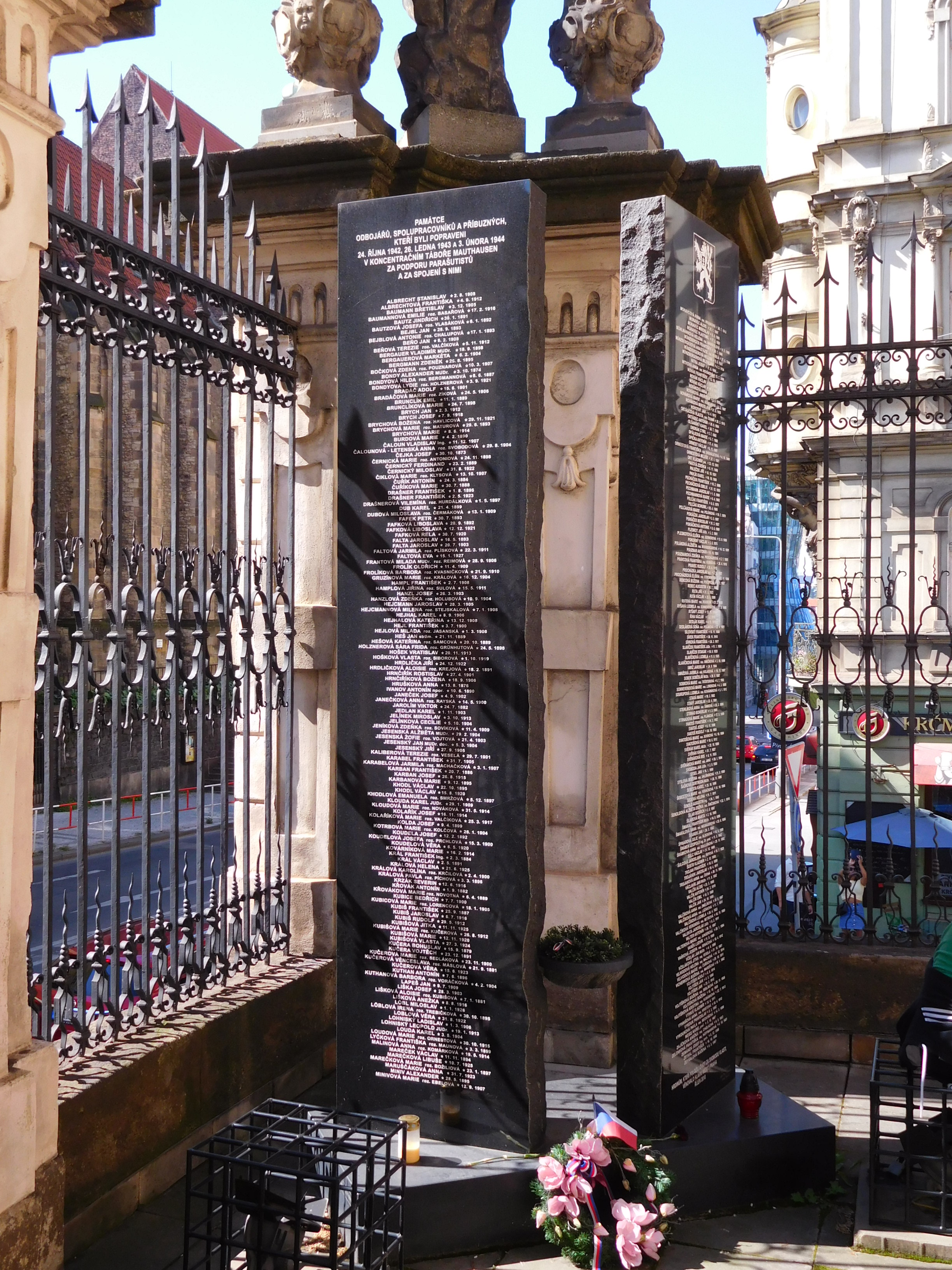
Pomník odbojářům popraveným a umučeným v souvislostí s operací Anthropoid (Resslova ulice)
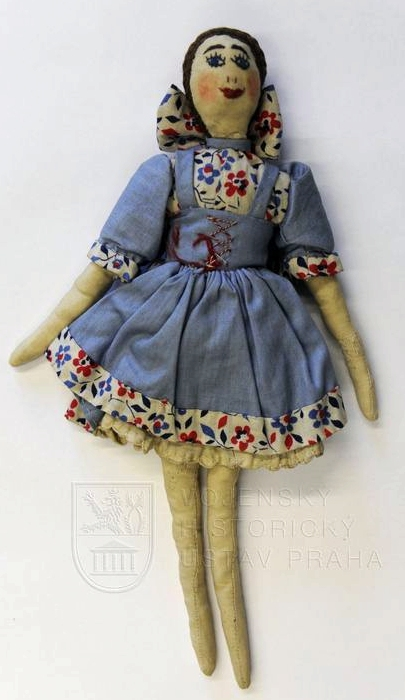
Hadrová modrooká panenka
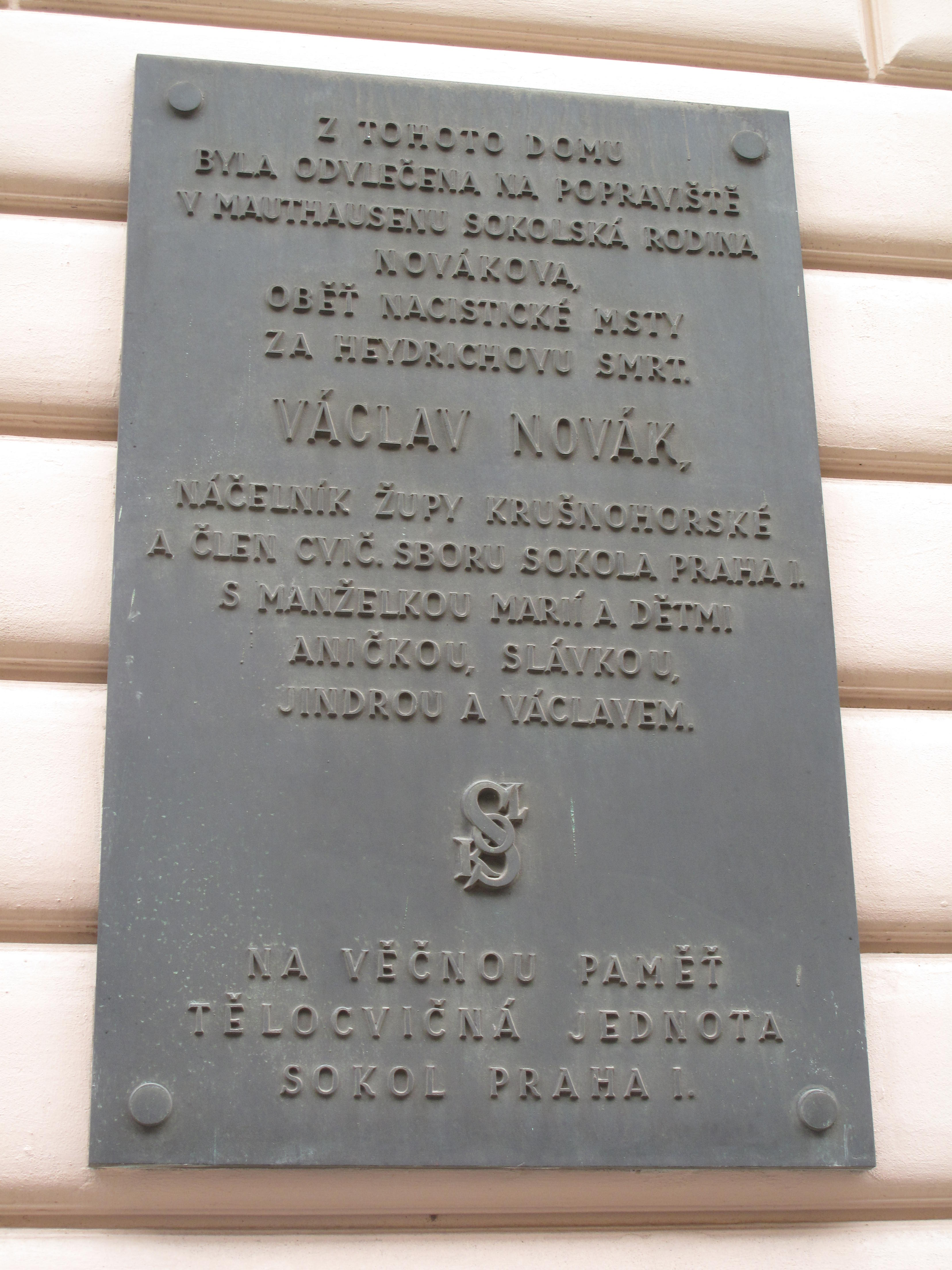
Pamětní deska věnovaná rodině Novákových (na adrese: Novákových 375/5; Praha 8 – Libeň)